# 茅野秀三
茅野 秀三（かやの しゅうぞう、1918年11月7日 - 没年不明）は、神奈川県出身の元プロ野球選手（外野手）。

## 来歴・人物
神奈川県で生まれ育ったが、父親の仕事の関係で台湾に移住。台北州立台北工業学校（現：国立台北科技大学）時代は、1932年夏の甲子園に出場。チームメイトに漆原進、茅野健一がいる。横浜高工、横浜金港クラブを経て、1947年に国民野球連盟の宇高レッドソックス（のちに熊谷レッドソックスに改名）に入団。夏季リーグ30試合制で打率.403の高打率をマークし、首位打者のタイトルを獲得した。 
翌1948年に中日ドラゴンズに入団。4月4日の大陽ロビンスとの開幕戦（鳴海球場）に2番・中堅手で先発出場を果たした。シュアな打撃と俊足を活かして外野手のレギュラーとして活躍したが、盗塁刺が18個（リーグワースト）と盗塁技術に難があった。盗塁は9個なので盗塁成功率は.333と低かった。シーズン後半は打順が下がったり、試合出場できなかったりすることも多く（中日入団時に、当時としては高齢の29歳だったことも影響している）、1948年シーズン終了後、現役引退した。その後の消息は不明。

## 詳細情報

### 年度別打撃成績
| 年 度     | 球 団     | 試 合 | 打 席 | 打 数 | 得 点 | 安 打 | 二 塁 打 | 三 塁 打 | 本 塁 打 | 塁 打 | 打 点 | 盗 塁 | 盗 塁 死 | 犠 打 | 犠 飛 | 四 球 | 敬 遠 | 死 球 | 三 振 | 併 殺 打 | 打 率 | 出 塁 率 | 長 打 率 | O P S |
| --------- | --------- | ----- | ----- | ----- | ----- | ----- | -------- | -------- | -------- | ----- | ----- | ----- | -------- | ----- | ----- | ----- | ----- | ----- | ----- | -------- | ----- | -------- | -------- | ----- |
| 1948      | 中日      | 129   | 450   | 427   | 29    | 106   | 21       | 6        | 0        | 139   | 25    | 9     | 18       | 7     | --    | 15    | --    | 1     | 29    | --       | .248  | .275     | .326     | .601  |
| 通算：1年 | 通算：1年 | 129   | 450   | 427   | 29    | 106   | 21       | 6        | 0        | 139   | 25    | 9     | 18       | 7     | --    | 15    | --    | 1     | 29    | --       | .248  | .275     | .326     | .601  |

- 各年度の太字はリーグ最高。

### 背番号
- 11 （1947年）
- 19 （1948年）[3]